# 中沢公彦
中沢 公彦（なかざわ きみひこ 、1968年〈昭和43年〉7月23日 - ）は、日本の作家・コラムニスト・政治家。自由民主党所属の静岡県議会議員（浜松市東区選出）。静岡県出身。元衆議院議員秘書。

## 来歴
- 1987年 - 静岡県立浜名高等学校 卒業
- 1991年 - 城西大学経済学部経済学科 卒業
- 5年のサラリーマン生活を経て独立。作家・コラムニストとして20作以上を出版。他多くの雑誌連載やラジオレギュラー番組出演、TV出演を果たす。
- 「自閉症のこうたくん」（静岡新聞社刊）第11回静岡県出版大賞奨励賞を受賞
- 2004年 - 旧浜北市（現浜松市浜名区）議会議員当選（1期）
- 2006年 - 塩谷立衆議院議員秘書となる
- 2007年 - 静岡県議会議員（浜松市東区選挙区）当選（1期）
- 2011年 - 静岡県議会議員当選（2期）、自民党静岡県連青年局次長就任
- 2012年 - 自民党静岡県連青年局局長就任
- 2013年 - 自民党静岡県連政調会長就任
- 2015年 - 静岡県議会議員当選（3期）
- 2017年 - 自民党静岡県連幹事長就任、静岡県議会自民党会派「自民改革会議」の代表就任
- 2019年 - 静岡県議会議員当選（4期）、 静岡県議会議員副議長就任
- 2020年 - 異例の２期目となる幹事長就任、静岡県議会自民党会派「自民改革会議」の代表就任
- 2023年 - 静岡県議会議員当選（5期）、選挙後の議会において初めて全会一致で議長に就任

## 選挙歴
| 当落 | 選挙               | 執行日        | 年齢 | 選挙区     | 政党       | 得票数 | 定数 | 得票順位 /候補者数 |
| ---- | ------------------ | ------------- | ---- | ---------- | ---------- | ------ | ---- | ------------------ |
| 当   | 静岡県議会議員選挙 | 2007年4月8日  | 38   | 浜松市東区 | 自由民主党 | 21,568 | 2    | 2/3                |
| 当   | 静岡県議会議員選挙 | 2011年4月10日 | 42   | 浜松市東区 | 自由民主党 | 17,499 | 2    | 2/3                |
| 当   | 静岡県議会議員選挙 | 2015年4月12日 | 46   | 浜松市東区 | 自由民主党 | 18,422 | 2    | 1/3                |
| 当   | 静岡県議会議員選挙 | 2019年4月7日  | 50   | 浜松市東区 | 自由民主党 | 無投票 | 2    | -/2                |
| 当   | 静岡県議会議員選挙 | 2023年4月9日  | 54   | 浜松市東区 | 自由民主党 | 21,606 | 2    | 1/3                |

## 主な著作
- ジャニーズ個性心理學入門 占星ション1999（1998年12月、スタープレス）
- 女子アナ・お宝ガールズ攻略 個性心理学 占星ション1999（1998年12月、スタープレス）
- 30代幸せをつかむ占星ション 21世紀を生きぬく羅針盤（1999年2月、スタープレス）
- これで決まり!! 占星ション版 新動物占い（1999年12月、扶桑社）HAKOとの共著
- 占星ション版 ちょっとエッチな新動物占い恋愛編（2000年2月、アーティストハウス）HAKOとの共著
- 占星ション 新動物占い シニア版（2000年4月、古川書房）HAKOとの共著
- 占星ション版 女の子のための新動物占い オフィス＆キャンパス編（2000年4月、ティーツー出版）HAKOとの共著
- Happie 新動物占い 新生活!ファッション・恋愛編（2000年4月、英知出版）HAKOとの共著
- 2001年版 新動物占い 全体運＆恋愛運勢（2000年11月、扶桑社）HAKOとの共著
- 愛犬のホントの性格をズバリ診断 犬がわかる新動物占い（2000年12月、ティーツー出版）HAKOとの共著
- 世界歴史占い 世界の偉人たちが教えるアナタの未来（2005年12月、アーティストハウス）※監修
- 自閉症のこうたくん 知ってください、障害児とその家族のこと（2010年11月）中沢順子との共著